# Florian Schmid
Florian Schmid (* 25. November 1990) ist ein Schweizer Badmintonspieler. 

## Karriere
Florian Schmid gewann bei den nationalen Meisterschaften in der Schweiz 2010, 2011, 2012 und 2014 jeweils Silber. 2013 wurde er Schweizer Meister. Bei den Slovenia International 2010 stand er im Viertelfinale, 2012 dort im Halbfinale. Bei den Croatian International 2013 wurde er ebenso Dritter wie bei den Irish International 2013 und den Slovak International 2013. 2012 und 2014 nahm er an den Badminton-Europameisterschaften teil.